# Mistrzostwa Świata w Narciarstwie Klasycznym 1982
Mistrzostwa Świata w Narciarstwie Klasycznym 1982 miały miejsce w dniach 19–28 lutego 1982 w stolicy Norwegii, Oslo,  na stadionie Holmenkollen. Oslo po raz czwarty organizowało mistrzostwa, po raz trzeci w roku nieolimpijskim. Do programu mistrzostw dołączyły dwie konkurencje: sztafeta 3 × 10 km w kombinacji norweskiej i zawody drużynowe w skokach narciarskich na dużej skoczni. W tym roku także po raz pierwszy biegano techniką dowolną.

## Biegi narciarskie

### Biegi narciarskie mężczyzn
| Konkurencja        | Data           | Złoto                                                                                     | Srebro                                                                                     | Brąz                                                                                | Brąz                                                                         |
| ------------------ | -------------- | ----------------------------------------------------------------------------------------- | ------------------------------------------------------------------------------------------ | ----------------------------------------------------------------------------------- | ---------------------------------------------------------------------------- |
| 15 km s. dowolny   | 23 lutego 1982 | Oddvar Brå 38:52.5                                                                        | Aleksandr Zawjałow 39:02.1                                                                 | Harri Kirvesniemi 39:02.3                                                           | Harri Kirvesniemi 39:02.3                                                    |
| 30 km s. dowolny   | 20 lutego 1982 | Thomas Eriksson 1:21:52.3                                                                 | Lars Erik Eriksen 1:22:13.9                                                                | Bill Koch 1:22:14.8                                                                 | Bill Koch 1:22:14.8                                                          |
| 50 km s. klasyczny | 27 lutego 1982 | Thomas Wassberg 2:32:00.9                                                                 | Jurij Burłakow 2:32:34.3                                                                   | Lars Erik Eriksen 2:32:49.9                                                         | Lars Erik Eriksen 2:32:49.9                                                  |
| Sztafeta 4 × 10 km | 28 lutego 1982 | Norwegia · Lars Erik Eriksen · Ove Aunli · Pål Gunnar Mikkelsplass · Oddvar Brå 1:56:27.6 | ZSRR · Władimir Nikitin · Ołeksandr Batiuk · Jurij Burłakow · Aleksandr Zawjałow 1:56:27.6 | Finlandia · Kari Härkönen · Aki Karvonen · Harri Kirvesniemi · Juha Mieto 1:58:49.4 | NRD · Uwe Bellmann · Uwe Wünsch · Stefan Schicker · Frank Schröder 1:58:49.4 |

### Biegi narciarskie kobiet
| Konkurencja        | Data           | Złoto                                                                                  | Srebro                                                                               | Brąz                                                                            |
| ------------------ | -------------- | -------------------------------------------------------------------------------------- | ------------------------------------------------------------------------------------ | ------------------------------------------------------------------------------- |
| 5 km s. dowolny    | 22 lutego 1982 | Berit Aunli 15:30.2                                                                    | Hilkka Riihivuori 15:35.6                                                            | Brit Pettersen 15:48.2                                                          |
| 10 km s. dowolny   | 19 lutego 1982 | Berit Aunli 29:25.9                                                                    | Hilkka Riihivuori 29:46.5                                                            | Květa Jeriová 30:15.8                                                           |
| 20 km s. klasyczny | 26 lutego 1982 | Raisa Smietanina 1:06:16.9                                                             | Berit Aunli 1:06:20.3                                                                | Hilkka Riihivuori 1:07:29.6                                                     |
| Sztafeta 4 × 5 km  | 28 lutego 1982 | Norwegia · Anette Bøe · Inger Helene Nybråten · Berit Aunli · Brit Pettersen 1:02:15.9 | ZSRR · Lubow Ladowa · Lubow Zabołocka · Raisa Smietanina · Galina Kułakowa 1:02:29.6 | NRD · Petra Sölter · Carola Anding · Barbara Petzold · Veronika Hesse 1:02:57.3 |

## Kombinacja norweska
| Konkurencja                    | Data           | Złoto                                                          | Srebro                                                                     | Brąz                                                                 |
| ------------------------------ | -------------- | -------------------------------------------------------------- | -------------------------------------------------------------------------- | -------------------------------------------------------------------- |
| 15 km                          | 19 lutego 1982 | Tom Sandberg 426.600                                           | Konrad Winkler 426.560                                                     | Uwe Dotzauer 426.455                                                 |
| Kombinacja drużynowa 3 × 10 km | 20 lutego 1982 | NRD · Uwe Dotzauer · Gunter Schmieder · Konrad Winkler 1295,92 | Finlandia · Jouko Karjalainen · Rauno Miettinen · Jorma Etelälahti 1243,60 | Norwegia · Hallstein Bøgseth · Espen Andersen · Tom Sandberg 1243,60 |

## Skoki narciarskie
| Konkurencja                       | Data           | Złoto                                                                     | Srebro                                                                       | Brąz                                                                                |
| --------------------------------- | -------------- | ------------------------------------------------------------------------- | ---------------------------------------------------------------------------- | ----------------------------------------------------------------------------------- |
| Normalna skocznia – indywidualnie | 21 lutego 1982 | Armin Kogler 249.3                                                        | Jari Puikkonen 248.6                                                         | Ole Bremseth 245.8                                                                  |
| Duża skocznia – indywidualnie     | 28 lutego 1982 | Matti Nykänen 257.9                                                       | Olav Hansson 255.1                                                           | Armin Kogler 244.7                                                                  |
| Duża skocznia drużynowo           | 19 lutego 1982 | Norwegia · Johan Sætre · Per Bergerud · Ole Bremseth · Olav Hansson 718.5 | Austria · Hans Wallner · Hubert Neuper · Armin Kogler · Andreas Felder 717.6 | Finlandia · Keijo Korhonen · Jari Puikkonen · Pentti Kokkonen · Matti Nykänen 670.8 |

## Klasyfikacja medalowa

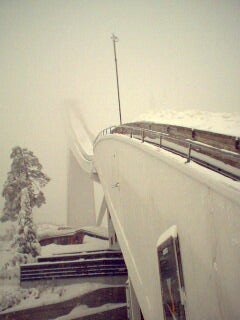
Skocznia w Holmenkollen, na której odbywały się zawody w skokach i kombinacji.

| Pozycja | Państwo           | Złoto | Srebro | Brąz | Razem |
| ------- | ----------------- | ----- | ------ | ---- | ----- |
| 1       | Norwegia          | 7     | 4      | 3    | 14    |
| 2       | ZSRR              | 2     | 3      | 0    | 5     |
| 3       | Szwecja           | 2     | 0      | 0    | 2     |
| 4       | Finlandia         | 1     | 4      | 4    | 9     |
| 5       | NRD               | 1     | 1      | 3    | 5     |
| 6       | Austria           | 1     | 1      | 1    | 3     |
| 7       | Czechosłowacja    | 0     | 0      | 1    | 1     |
| 8       | Stany Zjednoczone | 0     | 0      | 1    | 1     |